# Chef de saint Jean-Baptiste
Le chef de saint Jean-Baptiste et son reliquaire sont conservés dans le trésor de la cathédrale Notre-Dame d'Amiens.

## Histoire
Pour les catholiques, il s'agit du crâne ou plutôt de la face de saint Jean-Baptiste. Ramené à Amiens, le 17 décembre 1206, par Wallon de Sarton, chanoine de la collégiale Saint-Martin de Picquigny, le chef de saint Jean-Baptiste provient du sac de Constantinople par les croisés en avril 1204, lors de la Quatrième croisade.
Jean-Baptiste occupait au Moyen Âge une place importante dans la dévotion des fidèles car situé à la charnière entre l'Ancien et le Nouveau Testament, étant le dernier des prophètes et le premier des saints, précurseur de Jésus Christ.
En 1206, le chef était, semble t-il, accompagné du cristal de roche qui le protège encore aujourd'hui. Le haut du crâne absent était remplacé par une calotte d'argent doré.
Vers 1450, le roi Charles VII offrit un plat en or massif de 4,4 kg qui remplaça le plat d'argent précédent.
Dans l'inventaire de 1479, il est fait mention du couvercle d'argent en demi-relief reproduisant le visage et les cheveux du saint. Après avoir offert, en 1475, un rubis-balais rose, d'une valeur de 1 000 écus, Louis XI offrit, en 1482, un repositoire-custode en or de 13,3 kg. Une châsse d'argent de 28,14 kg fut réalisée par le chapitre cathédral en 1485 pour protéger le reliquaire et le chef. En 1562, le repositoire et la châsse furent envoyés à la fonte pour payer la taxe royale, seuls subsistèrent le plat et le masque jusque 1793.
Plusieurs rois et reines vinrent se recueillir devant le chef de saint Jean-Baptiste : saint Louis, en 1264, Philippe III le Hardi, Charles VI et Isabeau de Bavière, Charles VII, Louis XI, Charles VIII et la reine Anne de Bretagne, Louis XII, François Ier, sa mère Louise de Savoie et la reine Claude de France, Henri II, Henri IV, Louis XIII, Louis XIV enfant.
Pendant la Révolution française, de l'été 1793 au printemps 1794, l'envoyé en mission  André Dumont, député à la Convention, mena dans tout le département de la Somme une campagne de déchristianisation. Le maire sans-culotte d'Amiens, le perruquier Alexandre Lescouvé, cacha chez lui les reliques de Saint Jean-Baptiste lorsque la cathédrale fut transformée en Temple de la Raison le 20 novembre 1793, puis Temple de l’Être suprême, en juin 1794. Le reliquaire fut envoyé à la fonte. Les reliques de saint Jean-Baptiste furent restituées à la cathédrale au début du XIXe siècle.

## La relique
Cette relique, est en fait la face antérieure (os frontal et maxillaire supérieur) d'un crâne humain désigné comme « chef de saint Jean-Baptiste ». Le trou au-dessus de l'orbite gauche serait une entaille due à un coup de couteau porté par Hérodiade, princesse juive qui avait demandé l'exécution de Baptiste.

## Le reliquaire

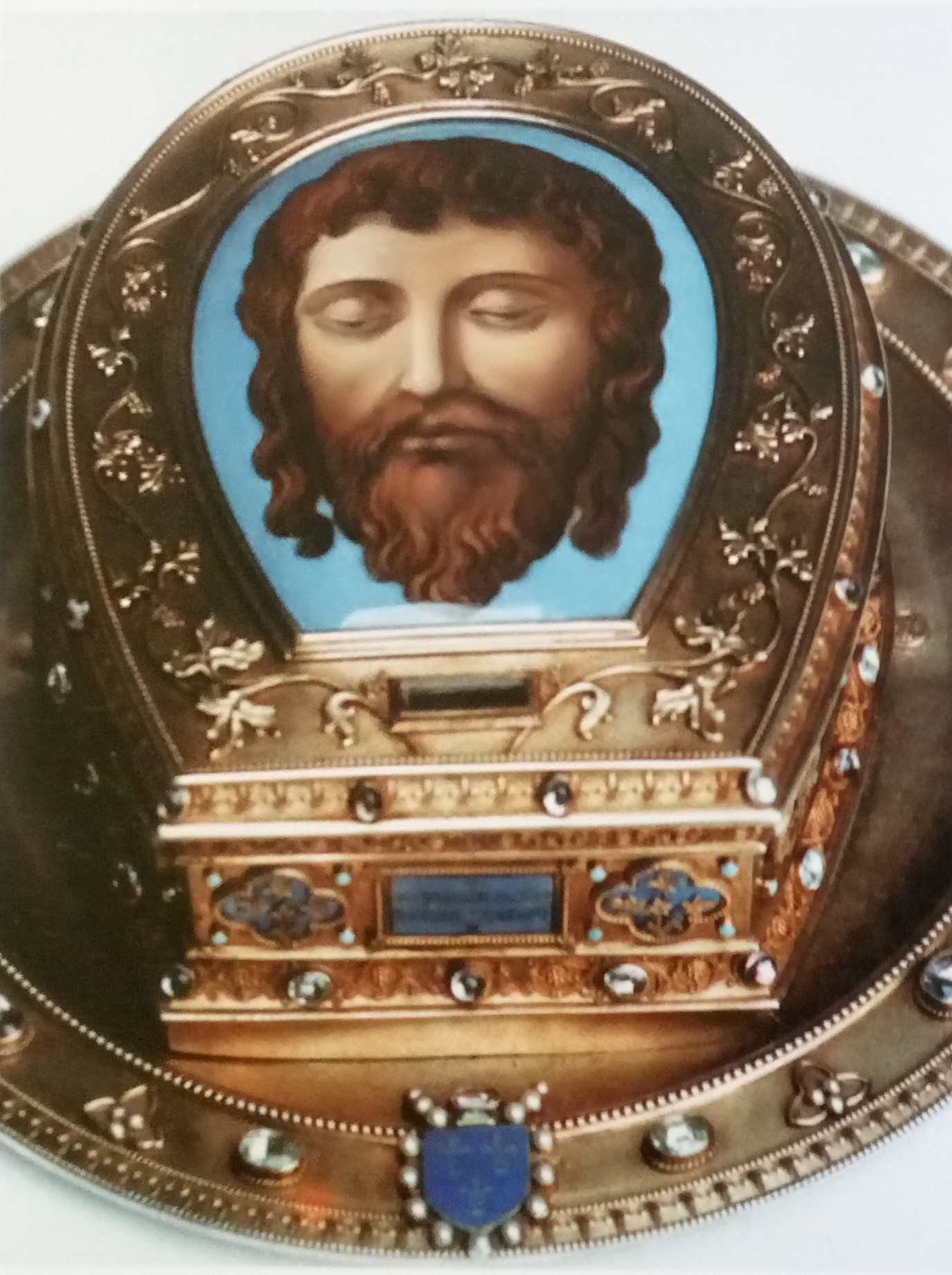

De l'ancienne décoration du reliquaire en vermeil ne subsiste que le globe en cristal de roche fendu datant du IXe – Xe siècle. L'autre partie est une reconstitution du XIXe selon la description que Charles Du Cange, au XVIIe siècle, nous a laissé de l'œuvre précédente, détruite à la Révolution. Cette nouvelle pièce d'orfèvrerie , en argent doré, ornée d'émaux et de pierres semi-précieuses (montées en bâtes) fut réalisée en 1876 par l'orfèvre parisien Placide Poussielgue-Rusand. Sur le médaillon en émail situé au-dessus de la relique, est représenté saint Jean-Baptiste. Un couvercle de mêmes matériaux (argent doré et émail) peut recouvrir le cristal de roche qui protège la relique.
Le reliquaire est classé monument historique au titre d'objet : arrêté du 27 mars 1998.